# Willy Schroeders
Willy Schroeders (Sint-Agatha-Rode, Huldenberg, Brabant Flamenc, 9 de desembre de 1932 - Woluwe-Saint-Lambert, 28 d'octubre de 2017) va ser un ciclista belga que fou professional entre 1955 i 1965.
Durant la seva carrera professional aconseguí 35 victòries, destacant les 3 etapes aconseguides al Giro d'Itàlia. A banda d'aquests triomfs, el 1962 portà durant 3 etapes el mallot groc del Tour de França.

## Palmarès
- 1955
  - 1r a la Brussel·les-Lieja
- 1956
  - 1r al Gran Premi del Brabant Való
  - 1r al Circuit del Centre de Bèlgica
  - 1r al Circuit de l'Oest de Bèlgica i vencedor de 2 etapes
  - 1r a Puurs
  - 1r a Zellik
  - Vencedor d'una etapa als Tres dies d'Anvers
- 1957
  - 1r al Gran Premi de la vila de Zottegem
  - 1r a Den Bosch
  - 1r a Ninove
  - 1r a Mechelen
  - 1r a Haacht
  - 1r a Sint-Lambrechts-Woluwe
  - 1r a Hoegaarden
  - Vencedor d'una etapa a la Volta a Catalunya
- 1958
  - 1r a Deinze
  - 1r a Mechelen
- 1959
  - 1r al Gran Premi de les Ardenes
  - 1r al Gran Premi del Brabant Való
  - 1r a Mechelen
  - 1r a Aalter
  - Vencedor d'una etapa del Tour de Champagne
- 1960
  - 1r a les Tres Viles Germanes
  - 1r a Wavre
  - 1r a Ninove
- 1961
  - 1r a Sint-Katelijne-Waver
  - 1r a Kumtich
  - Vencedor de 2 etapes al Giro d'Itàlia
- 1962
  - 1r al Gran Premi Ciutat de Vilvoorde
  - Vencedor d'una etapa al Giro d'Itàlia
- 1963
  - 1r a la Brussel·les-Ingooigem
  - 1r a Kontich

### Resultats al Tour de França
- 1962. Abandona (14a etapa). Porta el mallot groc durant 3 etapes
- 1963. Abandona (11a etapa)

### Resultats al Giro d'Itàlia
- 1961. 13è de la classificació general. Vencedor de 2 etapes
- 1962. Abandona. Vencedor d'una etapa

### Resultats a la Volta a Espanya
- 1963. 48è de la classificació general